# تيموثي ج. داونينج
تيموثي ج. داونينج هو محام أمريكي وسياسي سابق شغل منصب محامي الولايات المتحدة لمحكمة مقاطعة الولايات المتحدة للمنطقة الغربية من أوكلاهوما من 2019 إلى 2021. مثل المنطقة 42 في مجلس نواب أوكلاهوما كجمهوري من 2016 إلى 2018.

## تعليم
حصل داونينج على درجة البكالوريوس في الآداب من جامعة أوكلاهوما ، ودرجة الماجستير في الإدارة من جامعة أورال روبرتس ، وطبيب جوريس من كلية الحقوق بجامعة ريجنت. 

## حياة مهنية
من 2011 إلى 2016 ، كان داونينج مساعدا للنائب العام لأوكلاهوما ، حيث مثل ولاية أوكلاهوما في الطعون الجنائية ، وكان عضوا في مؤتمر الرأي ، وكان مديرا للشؤون التشريعية. منذ عام 2011 ، شغل أيضا منصب محامي قاض في احتياطي جيش الولايات المتحدة. وبهذه الصفة من 2013 إلى 2014 ، شغل منصب مساعد خاص لمحامي الولايات المتحدة في فورت هود ، تكساس ، وعمل مع مكتب المدعي العام للولايات المتحدة للمنطقة الغربية من تكساس. من 2016 إلى 2018 ، خدم في مجلس النواب في أوكلاهوما حيث كان مساعدا لزعيم الأغلبية ، ومساعدا لسوط الأغلبية ، ونائب رئيس اللجنة القضائية. 

## المدعي الأمريكي للمنطقة الغربية من أوكلاهوما
في 1 مارس 2019 ، أعلن الرئيس دونالد ترامب عن نيته ترشيح داونينج ليكون النائب الأمريكي للمنطقة الغربية من أوكلاهوما. في 5 مارس 2019 ، تم إرسال ترشيحه إلى مجلس الشيوخ الأمريكي. في 9 مايو 2019 ، تم الإبلاغ عن ترشيحه خارج اللجنة عن طريق التصويت الصوتي. في 23 مايو 2019 ، أكد مجلس الشيوخ ترشيحه عن طريق التصويت الصوتي. أدى اليمين الدستورية في 5 يونيو 2019. في فبراير 9, 2021, أعلن استقالته ، اعتبارا من 28 فبراير 2021.. 

## روابط خارجية
- سيرة ذاتية في Justice.gov
- Timothy J. Downing